# Pastor Troy
Pastor Troy (Augusta, Georgia, 18. studenoga 1977.) je američki reper i producent. Pastor Troy je član rap grupe D.S.G.B. (Down South Georgia Boys).

## Životopis
Micah Levar Troy je rođen 18. studenoga 1977. godine u Georgiji.

## Diskografija

### Albumi
| Godina | Samostalno                                                                   |
| ------ | ---------------------------------------------------------------------------- |
| 1999.  | We Ready (I Declare War)                                                     |
| 2000.  | I Am D.S.G.B.                                                                |
| 2000.  | Pastor Troy for President                                                    |
| 2001.  | Face Off                                                                     |
| 2002.  | Hell 2 Pay                                                                   |
| 2002.  | Universal Soldier                                                            |
| 2004.  | By Any Means Necessary                                                       |
| 2005.  | Face Off, Part II                                                            |
| 2006.  | Stay Tru                                                                     |
| 2006.  | By Choice or by Force                                                        |
| 2007.  | Tool Muziq                                                                   |
| 2008.  | Attitude Adjuster                                                            |
| 2008.  | A.T.L. (A-Town Legend)                                                       |
| 2008.  | TROY                                                                         |
| 2009.  | Feel Me or Kill Me                                                           |
| 2009.  | Ready For War                                                                |
| 2009.  | Love Me, Hate Me                                                             |
| 2010.  | G.I. Troy – Strictly 4 My Soldiers                                           |
| 2010.  | Zero Tolerence                                                               |
| 2010.  | Attitude Adjuster 2                                                          |
| 2010.  | King of All Kings                                                            |
| Godina | D.S.G.B. (Down South Georgia Boyz)                                           |
| 2001.  | The Last Supper                                                              |
| 2003.  | Til Death Do Us Part                                                         |
| 2010.  | The Return Of Cut 3 *                                                        |
| Godina | Kolaboracijske izvedbe                                                       |
| 2000.  | Book I (with The Congregation)                                               |
| 2006.  | Atlanta 2 Memphis (with Criminal Manne)                                      |
| 2008.  | A.T.L. 2 (A-Town Legends 2) (with Lumberjacks)                               |
| Godina | Miksani albumi / Kompilacije / Remixani albumi                               |
| 2001.  | A Thin Line Between The Playaz And The Hataz                                 |
| 2002.  | Revelations                                                                  |
| 2004.  | I Am American (Compilation) (presented by Lil Jon & Pastor Troy)             |
| 2005.  | Hood Hustlin': The Mix Tape, Vol. 1 (with Nino of P.K.O.)                    |
| 2005.  | Hood Hustlin': The Mix Tape, Vol. 2 (Slowed & Chopped) (with Nino of P.K.O.) |
| 2006   | Down South Hood Hustlin (with Nino of P.K.O.)                                |
| 2009.  | Still No Play In Georgia (Best Of) (Mixtape)                                 |
| 2009.  | Ready for War (The P.T. Mixes)                                               |
| 2010.  | Crown Royal (Mixtape)                                                        |

### Singlovi
| Godina | Pjesma                                      | U.S. Hot 100 | U.S. R&B | Album                  |
| ------ | ------------------------------------------- | ------------ | -------- | ---------------------- |
| 2001.  | "Vice Versa" (featuring Peter the Disciple) | —            | 13       | Face Off               |
| 2002.  | "Are We Cuttin'" (featuring Ms. Jade)       | 96           | 47       | Universal Soldier      |
| 2004.  | "Ridin' Big"                                | —            | 91       | By Any Means Necessary |

### Gostujuće izvedbe
- 2000.: "Big Mouth, Big Talk" - Hypnotize Camp Posse feat. Pastor Troy
- 2000.: "War Face" - Baddazis feat. Pastor Troy & Muffie
- 2000.: "Get Off Me" - Ludacris feat. Pastor Troy
- 2000.: "Do It" - Rasheeda feat. Pastor Troy, Quebo Gold & Re Re
- 2002.: "ATL Hoe" - Baby D feat. Lil Jon, Archie Eversole & Pastor Troy
- 2002.: "Throw It Up" - Lil Jon & The East Side Boyz feat. Pastor Troy
- 2002.: "ATL Eternally" - Ying Yang Twins feat. Lil Jon & Pastor Troy
- 2003.: "Fuck Em" - David Banner feat. Pastor Troy
- 2003.: "Teacher's Pet" - T-Rock feat. Pastor Troy
- 2004.: "We Ain't Playin'" - Lil Flip feat. Pastor Troy, Baby D, Killer Mike & Shawty Beezlee
- 2004.: "Ride & Smoke" - Xzibit feat. Pastor Troy
- 2004.: "Get Some Crunk In Yo System" - Trillville feat. Pastor Troy
- 2005.: "Take It Outside" - Jody Breeze feat. Lil Jon & Pastor Troy
- 2005.: "Southern Takeover" - Chamillionaire feat. Pastor Troy & Killer Mike
- 2006.: "Tilt Ya Hat" - G-Dinero feat. Pastor Troy & Tomeka
- 2006.: "Make Me Know It Then" - B.A. Boys feat. Pastor Troy
- 2006.: "Say Say Lil Fine Ass" - Joi feat. Pastor Troy, Bun B & Trauma Black
- 2007.: "And I Love You" - Rich Boy feat. Pastor Troy & Big Boi
- 2007.: "My Posse" - Prophet Posse (Scarfo, Koopsta Knicca, Blackout, MC-Mack) feat. Pastor Troy & Yo Gotti
- 2008.: "Keep It 100" - Yung Envy feat. Pastor Troy
- 2008.: "Put Em Up" - Baby D feat. Sean P & Pastor Troy
- 2008.: "Power Up" - 100 Grand feat. Pastor Troy & C.P.
- 2008.: "Break The Rules" - Prophet Posse (Scarfo, Scan Man, K-Rock & Indo G) feat. Pastor Troy
- 2009.: "Dreads Hang" - Sho feat. Pastor Troy [Produced by Shawty Redd]
- 2009.: "Pussy Poppin'" - Juney Boomdata feat. Project Pat & Pastor Troy
- 2009.: "17.5" - Gucci Mane feat. Shawty Lo & Pastor Troy
- 2009.: "All The Way Crunked Up" - Lil Jon feat. Pastor Troy & Waka Flocka Flame [Produced by Vybe Beatz]
- 2010.: "Throw It Up, Pt. 2 (Remix)" - Lil Jon feat. Pastor Troy & Waka Flocka Flame [Produced by Drumma Boy]

## Produkcija

### Pastor Troy
- Book I (od Pastor Troy i The Congregation):

"Havin' A Bad Day"
- Face Off:

"This Tha City"

"My Niggaz Is The Grind"

"Move To Mars"

"Throw Your Flags Up"

"No Mo Play In GA"

"Eternal Yard Dash" zajedno s Big Toombs

"Oh Father"
- Universal Soldier

"Universal Soldier"

"Bless America"
- Face Off (Part II):

"WWW (Who, Want, War)"

"Where Them Niggaz At"

"Respect Game"
- Tool Muziq:

"I'm Down"

### D.S.G.B.
- The Last Supper:

"We Dem Georgia Boyz"

"My Folks"

"Brang Ya Army"

"Above The Law II"

"Southside"

"Repent"
- Til Death Do Us Part:

"I'm Outside Ho"

"Sittin' On Thangs" zajedno s Taj Mahal